# Liste der Monuments historiques in Sainte-Colombe-en-Auxois
Die Liste der Monuments historiques in Sainte-Colombe-en-Auxois führt die Monuments historiques in der französischen Gemeinde Sainte-Colombe-en-Auxois auf.

## Liste der Immobilien
| Bezeichnung                         | Beschreibung                                                           | Standort                          | Kennzeichnung | Schutzstatus | Datum | Bild           |
| ----------------------------------- | ---------------------------------------------------------------------- | --------------------------------- | ------------- | ------------ | ----- | -------------- |
| Friedhofskreuz                      | Stein, 16. Jahrhundert                                                 | Rue Avau, auf dem Friedhof (Lage) | PA00112623    | Classé       | 1938  | weitere Bilder |
| Wegekreuz                           | Stein, 16. Jahrhundert                                                 | südlich des Ortes (Lage)          | PA00112624    | Classé       | 1938  |                |
| Château de Sainte-Colombe-en-Auxois | Schloss, 17. und 18. Jahrhundert; mit Wirtschaftsgebäuden und Terrasse | 4 rue des Grangeots (Lage)        | PA00112768    | Inscrit      | 1991  | weitere Bilder |

## Liste der Objekte
| Bezeichnung                              | Beschreibung                                                                                  | Standort                                      | Kennzeichnung | Schutzstatus | Datum | Bild |
| ---------------------------------------- | --------------------------------------------------------------------------------------------- | --------------------------------------------- | ------------- | ------------ | ----- | ---- |
| Skulptur Erzengel Michael                | Kalkstein, 15. Jahrhundert                                                                    | in der Kirche Ste-Colombe-et-Ste-Croix (Lage) | PM21001949    | Classé       | 1967  |      |
| Skulptur Ecce homo                       | Stein, farbig gefasst, 16. Jahrhundert                                                        | in der Kirche Ste-Colombe-et-Ste-Croix (Lage) | PM21003479    | Inscrit      | 1973  |      |
| Truhe                                    | Holz, bemalt, 16. Jahrhundert                                                                 | in der Kirche Ste-Colombe-et-Ste-Croix (Lage) | PM21003480    | Inscrit      | 1973  |      |
| Gemälde Auferstehung                     | Farbe auf Holz, 16. oder 17. Jahrhundert                                                      | in der Kirche Ste-Colombe-et-Ste-Croix (Lage) | PM21003481    | Inscrit      | 1973  |      |
| Gemälde Kreuzigung                       | Farbe auf Holz, 17. Jahrhundert                                                               | in der Kirche Ste-Colombe-et-Ste-Croix (Lage) | PM21003482    | Inscrit      | 1973  |      |
| Gemälde Kruzifix zwischen zwei Kerzen    | Farbe auf Kupfer, 16. oder 17. Jahrhundert; Verbleib unbekannt                                | in der Kirche Ste-Colombe-et-Ste-Croix (Lage) | PM21003483    | Inscrit      | 1973  |      |
| Pluviale                                 | Seide und Baumwolle, bestickt, 18. Jahrhundert                                                | in der Kirche Ste-Colombe-et-Ste-Croix (Lage) | PM21003484    | Inscrit      | 1973  |      |
| Gemälde Mariä Verkündigung               | Ölfarbe auf Leinwand, vergoldeter Holzrahmen, Ende des 17. Jahrhunderts                       | in der Kirche Ste-Colombe-et-Ste-Croix (Lage) | PM21004448    | Inscrit      | 2002  |      |
| Gemälde Heilige Familie                  | Ölfarbe auf Leinwand, 18. Jahrhundert                                                         | in der Kirche Ste-Colombe-et-Ste-Croix (Lage) | PM21004449    | Inscrit      | 2002  |      |
| Gemälde Rast auf der Flucht nach Ägypten | Ölfarbe auf Leinwand, vergoldeter Holzrahmen, Ende des 17. Jahrhunderts                       | in der Kirche Ste-Colombe-et-Ste-Croix (Lage) | PM21004450    | Inscrit      | 2002  |      |
| Gemälde Madonna mit Kind                 | Ölfarbe auf Leinwand, vergoldeter Holzrahmen, Ende des 17. Jahrhunderts                       | in der Kirche Ste-Colombe-et-Ste-Croix (Lage) | PM21004451    | Inscrit      | 2002  |      |
| Gemälde Kreuzabnahme                     | Ölfarbe auf Leinwand, vergoldeter Holzrahmen, Ende des 17. Jahrhunderts; nach Charles Le Brun | in der Kirche Ste-Colombe-et-Ste-Croix (Lage) | PM21004452    | Inscrit      | 2002  |      |
| Kruzifix                                 | Holz, farbig gefasst, 16. Jahrhundert                                                         | in der Kirche Ste-Colombe-et-Ste-Croix (Lage) | PM21004453    | Inscrit      | 2002  |      |
| Skulptur eines Bischofs                  | Holz, farbig gefasst, 18. Jahrhundert                                                         | in der Kirche Ste-Colombe-et-Ste-Croix (Lage) | PM21004454    | Inscrit      | 2002  |      |
| Skulptur Madonna mit Kind                | Holz, farbig gefasst und vergoldet, 18. Jahrhundert                                           | in der Kirche Ste-Colombe-et-Ste-Croix (Lage) | PM21004455    | Inscrit      | 2002  |      |
| Skulptur Madonna                         | Holz, farbig gefasst und vergoldet, 18. Jahrhundert                                           | in der Kirche Ste-Colombe-et-Ste-Croix (Lage) | PM21004456    | Inscrit      | 2002  |      |
| Skulptur Heiliger Josef (?)              | Holz, farbig gefasst und vergoldet, 18. Jahrhundert                                           | in der Kirche Ste-Colombe-et-Ste-Croix (Lage) | PM21004457    | Inscrit      | 2002  |      |
| Altar                                    | Altaraufbau, Retabel und Tabernakel; Holz, farbig gefasst und vergoldet, um 1700              | in der Kirche Ste-Colombe-et-Ste-Croix (Lage) | PM21004458    | Inscrit      | 2002  |      |
| Kirchengestühl                           | Holz, 18. Jahrhundert                                                                         | in der Kirche Ste-Colombe-et-Ste-Croix (Lage) | PM21004459    | Inscrit      | 2002  |      |
| Kommunionbank                            | Schmiedeeisen, 18. Jahrhundert                                                                | in der Kirche Ste-Colombe-et-Ste-Croix (Lage) | PM21004460    | Inscrit      | 2002  |      |
| Zwei Lesepulte                           | Schmiedeeisen, 18. Jahrhundert                                                                | in der Kirche Ste-Colombe-et-Ste-Croix (Lage) | PM21004461    | Inscrit      | 2002  |      |
| Pietà                                    | Stein, farbig gefasst und vergoldet, um 1600                                                  | in der Kirche Ste-Colombe-et-Ste-Croix (Lage) | PM21004462    | Inscrit      | 2002  |      |